# Neoencyclops querula
Neoencyclops querula är en skalbaggsart som först beskrevs av Aleksandr Sergeievich Danilevsky 1993.  Neoencyclops querula ingår i släktet Neoencyclops och familjen långhorningar. Inga underarter finns listade i Catalogue of Life.